# Owenus variegatus
Owenus variegatus là một loài tò vò trong họ Ichneumonidae.